# Иммобиле, Чиро
Чи́ро Иммо́биле (итал. Ciro Immobile; род. 20 февраля 1990[…], Торре-Аннунциата, Кампания) — итальянский футболист, нападающий итальянского клуба «Болонья» и сборной Италии. Чемпион Европы 2020 года.

## Клубная карьера

### «Ювентус»
Чиро Иммобиле в июне 2008 года перешёл в «Ювентус» из клуба итальянской Серии С2 «Сорренто». Сперва он попал в юношескую команду, но вскоре был переведён в Примаверу туринского клуба, где составил атакующую связку с другим молодым нападающим Аюбом Даудом. Благодаря этому дуэту, в 2009 году Примавера «Ювентуса» выиграла Кубок Вияреджо — престижный турнир среди молодёжных команд. Иммобиле стал открытием турнира, забив 5 мячей, два из которых в финале в ворота молодёжки «Сампдории».
14 марта 2009 года Иммобиле дебютировал в Серии А, заменив на 89 минуте Алессандро Дель Пьеро, в матче против «Болоньи», в том же матче дебютировал и Аюб Дауд, выйдя на минуту раньше. 25 ноября 2009 года состоялся дебют Чиро в еврокубковых матчах. Во втором тайме, в игре против французского «Бордо», он снова заменил Алессандро Дель Пьеро.
В феврале 2010 он во второй раз подряд выиграл с Примаверой Кубок Вияреджо. Иммобиле стал лучшим бомбардиром турнира, отличившись 10 раз. В финале против «Эмполи» Чиро оформил хет-трик, а матч завершился со счётом 4:2 в пользу туринцев.

### Аренда в «Сиену», «Гроссето» и «Пескару»
Ввиду сильной конкуренции в линии атаки «Ювентуса», Иммобиле несколько сезонов провёл в различных клубах Серии В для того, чтобы набраться опыта.
Летом 2010 года отдан в аренду «Сиене» вместе с Лукой Марроне. Первый гол в Серии В он забил 20 ноября 2010 года в матче «Портогруаро» — «Сиена» (1:4). Этот гол стал единственным, забитым за «Сиену» во время аренды.
24 января 2011 года перешёл на правах аренды в «Гроссето», в футболке которого 16 раз выходил на поле и отметился лишь одним забитым мячом. 15 июля 2011 года Иммобиле перешёл в «Пескару» на правах годичной аренды. За этот период он сыграл 37 матчей и забил 28 голов, и помог команде подняться в Серию А. 18 июня 2012 года «Ювентус» продал половину прав на Иммобиле «Дженоа».

### «Торино»
Летом 2013 года нападающий перешёл в «Торино», которое выкупило права на футболиста у «Дженоа». Он дебютировал за «Торино» в третьем раунде кубка Италии против бывшего клуба «Пескара», забив свой первый гол в сезоне. Он отдал голевую передачу в своём дебютном матче в Серии А за клуб, а забить смог только 6 октября в ничейном матче против «Сампдории». Гол стал сигналом от Иммобиле, который забил ещё 12 голов в своих следующих 15 матчах, включая его первый дубль в Серии А в матче против «Кьево» в декабре. 22 марта 2014 года Иммобиле сделал свой первый хет-трик в Серии А, одержав победу над «Ливорно» со счётом 3:1. 6 апреля он забил победный гол в ворота «Катании», а матч завершился со счётом 2:1. 13 апреля «Дженоа» вела 1:0, когда Иммобиле и Алессио Черчи забили в самом конце матча, что позволило «Торино» одержать победу 2:1. Он забил снова в следующем туре 19 апреля в ничейном матче с «Лацио», завершившемся ничьей 3:3. 27 апреля Иммобиле забил в шестом матче подряд, в котором «Торино» одержал победу над «Удинезе» со счётом 2:0. Этот гол стал 21-м в сезоне, благодаря которому он сравнялся с Паоло Пуличи и Франческо Грациани по количеству голов за «Торино» в одном сезоне. 11 мая Иммобиле забил в предпоследнем матче сезона против «Пармы», но был удалён во втором тайме и дисквалифицирован на финальный матч против «Фиорентины».
По итогам сезона 2013/14 стал лучшим бомбардиром Серии А, забив 22 гола.

### «Боруссия» Дортмунд
2 июня 2014 года Иммобиле перешёл в «Боруссию» (Дортмунд), заключив контракт на 5 лет. Трансфер Иммобиле обошёлся «Боруссии» в 19 млн евро (эту сумму поровну поделили между собой владевшие правами на футболиста клубы «Ювентус» и «Торино»), а зарплата — 2 млн евро в год. 13 августа 2014 года Иммобиле дебютировал за Дортмунд в качестве нападающего в стартовом составе в матче Супекубка Германии против мюнхенской «Баварии». Матч завершился победой «Боруссии» со счётом 2:0. Иммобиле дебютировал в Бундеслиге 23 августа в стартовом матче Чемпионата Германии сезона 2014/15, в котором они проиграли «Байеру 04» 0:2. 16 сентября 2014 года Иммобиле забил свой первый гол за клуб, открыв счёт в домашней победе над «Арсеналом» со счётом 2:0 в групповом этапе Лиги чемпионов. Он забил четыре гола в шести матчах Лиги чемпионов, в выездной победе над «Андерлехтом», в домашней победе над «Галатасараем» и в домашней ничьей против «Андерлехта», а «Боруссия» вышла из группы с первого места. 17 декабря 2014 года Иммобиле отдал ассист в первом голе и забил второй гол в домашнем матче с «Вольфсбургом», который завершился со счётом 2:2.
Иммобиле редко забивал и перестал попадать в основной состав команды, в его трансфере заинтересовались ряд итальянских клубов — «Лацио», «Фиорентина» и «Милан».

### «Севилья»
Первую половину сезона 2015/16 Иммобиле провёл в Испании, выступая за «Севилью» на правах аренды, потом «Севилья» его выкупила и в январе 2016 отдала в аренду до конца сезона в «Торино».
31 июля 2015 года Иммобиле был унесен с поля в кислородной маске и шейном корсете через пять минут после начала товарищеского матча против «Уотфорда» на Викаридж Роуд после столкновения головами с противником. Он был доставлен в больницу для обследования. Он дебютировал за «Севилью» 11 августа 2015 года, выйдя со скамейки запасных, заменив Кевина Гамейро на 80-й минуте финала Суперкубка УЕФА 2015 года, против Барселоны. В этом матче Иммобиле отдал голевую передачу на Евгения Коноплянку, который сравнял счёт в матче, отправив его в дополнительное время; «Барселона» выиграла в этом матче со счётом 5:4. 8 ноября 2015 года Иммобиле забил свой первый гол за «Севилью» на 36-й минуте в домашнем матче Чемпионата Испании против «Реала», завершившемся победой хозяев 3:2. В ноябре обязательство по покупке было выполнено, когда Иммобиле появился на поле в пятый раз.

#### Аренда в «Торино»
14 января 2016 года Иммобиле вернулся в «Торино» на правах аренды до конца сезона 2015/16. Через два дня, в своём дебютном матче после возвращения, Иммобиле забил первый гол в домашней победе над «Фрозиноне» со счётом 4:2. 14 февраля он оформил дубль в гостевой победе над «Палермо» со счётом 1:3. 20 марта в перерыве матча против «Ювентуса» Иммобиле был заменен. Позже было диагностировано, что он получил мышечную травму и выбыл на месяц.

### «Лацио»

#### Сезон 2016/17
27 июля 2016 года Иммобиле подписал контракт с римским «Лацио». 21 августа Иммобиле забил в дебютном матче за «Лацио» против «Аталанты», матч завершился победой гостей 3:4. 17 сентября он забил гол в домашнем матче против «Пескары», завершившемся разгромной победой хозяев 3:0. 1 октября 2016 года Иммобиле отличился дублем в гостевой победе над «Удинезе» со счётом 0:3. 16 октября Чиро помог своей команде добыть ничью в домашнем матче против «Болоньи», реализовав пенальти на 90-й минуте встречи. 23 октября Иммобиле с передачи Фелипе Андерсона забил мяч в ворота своей бывшей команды, «Торино», а матч завершился ничьей 2:2. 26 октября Иммобиле оформил очередной дубль за «Лацио» в матче против «Кальяри», завершившемся победой хозяев 4:1. 8 января 2017 года Иммобиле забил единственный мяч в домашнем матче против «Кротоне», принесший минимальную победу хозяевам. 15 января в домашнем матче против «Аталанты» Чиро на 68-й минуте реализовал одиннадцатиметровый удар, принесший победу его команде со счётом 2:1. 13 февраля 2017 года в домашнем матче против «Милана» Иммобиле заработал пенальти, который успешно реализовал Лукас Билья. В следующем туре Иммобиле забил гол, который позволил «Лацио» сравнять счёт в гостевом матче против «Эмполи», а игра завершилась победой гостей благодаря голу Кейта Бальде на 80-й минуте встречи. 5 марта он открыл счёт в гостевом матче против «Больньи», забив гол с передачи Сенада Лулича, а позднее, на 74-й минуте, Иммобиле оформил дубль в матче с передачи Милинковича-Савича. 1 апреля Иммобиле на 42-й минуте сравнял счёт в гостевом матче против «Сассуоло», а по итогам встречи «Лацио» смогли добыть три очка. 28 мая, в заключительном туре сезона, Иммобиле забил единственный мяч «Лацио» в ворота «Кротоне», однако встреча завершилась поражением со счётом 1:3. По итогам сезона Иммобиле забил 23 гола в 36 матчах Серии А и 3 гола в Кубке Италии.

#### Сезон 2017/18
13 августа 2017 года Иммобиле забил два первых гола в Суперкубке Италии; «Лацио» одержал победу с итоговым счётом 3:2 над «Ювентусом». 27 августа во втором туре Серии А Иммобиле забил первый гол в матче против «Кьево»; матч завершился победой «Лацио» со счётом 1:2. 10 сентября Иммобиле оформил хет-трик в ворота «Милана», а также отдал голевую передачу на Луиса Альберто. 14 сентября в первом туре Лиги Европы Иммобиле вышел на замену в перерыве матча и забил гол, который помог итальянскому клубу одержать победу над «Витессом» со счётом 2:3. 17 сентября Иммобиле оформил дубль в ворота «Дженоа», а матч закончился победой «Лацио» 2:3. 14 октября в гостевом матче против «Ювентуса» он оформил дубль, который помог обыграть туринский клуб со счётом 2:1. 21 октября Иммобиле продлил контракт с «Лацио» до 2022 года. 22 октября в матче против «Кальяри» он забил первый гол с пенальти, а после сумел отличиться с передачи Адама Марушича. 18 ноября он забил гол в ворота «Ромы», а матч закончился победой римлян со счётом 2:1. 6 января 2018 года Иммобиле оформил покер в гостевом матче против «СПАЛа», а матч закончился со счётом 2:5. 19 февраля Иммобиле забил 2 гола в домашнем матче против «Вероны»; матч закончился победой хозяев 2:0. 22 февраля в ответном матче раунда 1/16 Лиги Европы Иммобиле забил 3 гола в ворота «Стяуа», а «Лацио» по сумме двух встреч прошёл в следующий раунд. 11 марта 2018 года он забил гол в ворота «Кальяри» на 90-й минуте, который спас «Лацио» от поражения в матче; матч завершился ничьей 2:2. 31 марта Иммобиле забил 2 гола в домашней встрече против «Беневенто», которая завершилась разгромной победой хозяев со счётом 6:2. 8 апреля в гостевой игре против «Удинезе» он сначала забил гол с передачи Лулича, а потом ассистировал на Луиса Альберто. Иммобиле закончил сезон с 29 голами в 33 проведённых играх Серии А, а также забил 7 голов в 8 матча Лиги Европы УЕФА.

#### Сезон 2018/19
18 августа в домашнем матче 1-го тура Серии А Иммобиле забил единственный гол «Лацио» в матче, который не помог одержать победу над «Наполи»; матч закончился победой гостей 1:2. 20 сентября в 1-м туре Лиги Европы Иммобиле забил победный гол в ворота «Аполлона». Через 3 дня Иммобиле оформил дубль в домашней победе над «Дженоа», принеся победу 4:1. 7 октября Чиро забил единственный гол в матче против «Фиорентины», принеся своей команде победу 1:0. 4 ноября Иммобиле оформил дубль в домашнем матче против «СПАЛа», матч завершился победой хозяев 4:1. 2 декабря он забил гол в гостевом матче против «Кьево», который помог гостям добыть ничью, матч завершился 1:1. 12 января в матче 1/8 Кубка Италии против «Новары» Иммобиле отметился двумя забитыми голами, а также одной голевой передачей. В следующей стадии кубка, Иммобиле вновь забил 1 гол, а «Лацио» в серии послематчевых пенальти обыграл «Интер» и прошёл в полуфинал.10 марта Иммобиле забил гол в ворота «Фиорентины», а матч закончился ничьей 1:1. 7 апреля он забил гол и отдал голевую передачу в ничейном матче с «Сассуоло». В ответном полуфинальном матче Кубка Италии против «Милана» Иммобиле отдал голевую передачу на Корреа, гол которого вывел римлян в финал. В заключительном туре сезона против «Торино» Иммобиле забил гол, но этого не хватило для победы, и матч закончился поражением римлян со счётом 3:1. В сезоне 2018/19 Иммобиле забил 15 голов в 36 матчах Серии А и 1 гол в Лиге Европы.

#### Сезон 2019/20
18 января 2020 года сделал хет-трик (два — с пенальти) в ворота «Сампдории» в матче чемпионата Италии в Риме (5:1). 26 июля 2020 года сделал хет-трик (два — с пенальти) в ворота «Вероны». Также за сезон Серии А Иммобиле сделал 7 дублей.
1 августа 2020 года в матче последнего 38-го тура Серии А 2019/20 «Наполи» — «Лацио» (3:1) забил рекордный 36-й гол в итальянском чемпионате за один сезон и сравнялся по этому показателю с Джино Россетти (1928/29) и Гонсало Игуаином (2015/16) и одновременно стал обладателем Золотой бутсы. Из 36 мячей Иммобиле 14 забил с пенальти.

#### Сезон 2021/22
Летом 2021 года Маурицио Сарри сменил Симоне Индзаги на посту главного тренера «Лацио». Однако и при новом тренере Иммобиле продолжил играть ключевую роль в нападении римского клуба.
28 августа 2021 года Иммобиле сделал хет-трик в первом тайме в ворота «Специи» (6:1). 4 ноября 2021 года отметился голом в матче четвёртого тура группового этапа Лиги Европы в ворота «Марселя» (2:2), который стал для форварда 160-м забитым мячом в составе римлян. Благодаря этому он обошел Сильвио Пиолу и стал рекордсменом по числу забитых голов в истории «Лацио». Для Иммобиле это была 233-я игра, а у Пиолы было 243 матча и 159 голов. 25 ноября 2021 года сделал дубль в ворота «Локомотива» в Москве в матче Лиги Европы. 10 апреля 2022 года сделал хет-трик в ворота «Дженоа» (4:1). Это был седьмой в карьере Иммобиле хет-трик в Серии А. Всего в сезоне 2021/22 забил 27 мячей в 31 матче Серии А и стал лучшим бомбардиром турнира (Душан Влахович отстал на три гола). «Лацио» занял пятое место в чемпионате.

#### Сезон 2022/23
В чемпионате Италии Иммобиле забил только 12 мячей в 31 матче. Во всех предыдущих 6 сезонах за «Лацио» он забивал не менее 15 мячей в Серии А. Тем не менее для клуба чемпионат сложился удачно, «Лацио» занял второе место вслед за «Наполи». Впервые в XXI веке клуб поднялся выше третьего места в Серии А. В нападении кроме Иммобиле сразу три игрока забили по 9 и более мячей — Маттиа Дзакканьи (10), Сергей Милинкович-Савич (9) и Фелипе Андерсон (9).

#### Сезон 2023/24
В чемпионате Италии Иммобиле впервые за долгое время не сумел забить даже 10 мячей — всего 7 голов в 31 матче, однако всё равно восьмой раз подряд стал лучшим бомбардиром команды в чемпионате. «Лацио» забил всего 49 мячей в 38 матчах и занял седьмое место в Серии А — худший результат за последние 5 сезонов.
7 ноября 2023 года Иммобиле принёс «Лацио» победу в матче Лиге чемпионов против «Фейеноорда», забив единственный в игре мяч. 28 ноября 2023 года сделал дубль в ворота «Селтика» в матче Лиги чемпионов (2:0). В первом матче 1/8 финала Лиги чемпионов против «Баварии» забил с пенальти единственный мяч в игре (1:0). Однако в ответном матче в Мюнхене «Лацио» уступил 0:3.

### «Бешикташ»
13 июля 2024 года Иммобиле подписал контракт с турецким клубом «Бешикташ» до июня 2026 года. Месяц спустя, 3 августа, он оформил дубль и был назван игроком матча за Суперкубок Турции против «Галатасарая» (5:0). 18 августа 2024 года, во второй игровой день турецкой Суперлиги, он забил два гола в ворота «Антальяспора» (4:2).

### «Болонья»
10 июля 2025 года Иммобиле вернулся в Серию А, уйдя из «Бешикташа» свободным агентом. Контракт у него с Болоньей до конца июня 2026 года.

## Карьера в сборной
Иммобиле дебютировал за юношескую сборную Италии до 19 лет в 2008 году в матче отборочного цикла к чемпионату Европы 2009 года, но его команда в итоге не попала на турнир. 25 марта 2009 года Чиро сыграл свой первый матч за молодёжную сборную Италии до 21 года в товарищеской игре против сборной Австрии. В отборочном турнире молодёжного Евро-2013 Иммобиле забил 4 мяча, в том числе по мячу в двух стыковых играх против шведов. В финальном турнире в июне 2013 года в Израиле Иммобиле забил мяч в проигранном финале против Испании (2:4).
В национальной сборной, которую тогда тренировал Чезаре Пранделли, Иммобиле дебютировал 6 марта 2014 года в товарищеском матче против команды Испании (0:1). Был в составе сборной Италии на чемпионате мира 2014 года в Бразилии. На турнире сыграл 17 минут против Англии (2:1), заменив Балотелли, и 71 минуту против Уругвая (0:1), выйдя в стартовом составе. Итальянцы не сумели выйти из группы.
4 сентября 2014 года в своей пятой игре за сборную забил первый мяч в ворота сборной Нидерландов в товарищеском матче в Бари (2:0).
На чемпионате Европы 2016 года во Франции сыграл в двух матчах. 13 июня вышел на замену вместо Эдера на 75-й минуте в игре с Бельгией (2:0). 22 июня Иммобиле вышел в стартовом составе против Ирландии (0:1) и провёл на поле 71 минуту. В матчах плей-офф против Испании и Германии Иммобиле на поле не выходил.
Второй мяч за сборную забил только 5 сентября 2016 года в ворота Израиля в отборочном матче чемпионата мира 2018 года (3:1). 9 октября 2016 года сделал дубль в ворота Македонии и принёс Италии победу в гостевом отборочном матче ЧМ-2018 (3:2). Второй мяч Иммобиле забил в добавленное время ко второму тайму. В отборочном турнире также забивал в ворота Лихтенштейна (12 ноября 2016 года), Албании (24 марта 2017 года) и Израиля (5 сентября 2017 года). Итальянцы под руководством Джана Пьеро Вентуры заняли второе место в отборочной группе после сборной Испании и в ноябре 2017 года играли в стыковых матчах со шведами, которым неожиданно уступили по сумме двух матчей (0:1, 0:0). Иммобиле в обоих матчах со шведами провёл на поле по 90 минут. Итальянцы не попали на чемпионат мира впервые с 1958 года.
В сентябре 2019 года Иммобиле забил свой 8-й мяч за сборную, открыв счёт в матче против финнов в Тампере в отборочном матче Евро-2020. 18 ноября 2019 года Чиро забил два мяча в первом тайме в разгромном победном матче со сборной Армении в Палермо (9:1). Итальянцы под руководством Роберто Манчини вышли на Евро, выиграв в своей группе 10 матчей из 10 при разнице мячей 37-4. Больше Иммобиле в составе Италии в отборочном турнире забил только Андреа Белотти (5), ещё три футболиста забили также по три мяча.
В июне 2021 года Чиро был приглашён главным тренером сборной Италии для участия в чемпионате Европы 2020 года. Был включён в стартовый состав матча-открытия турнира против сборной Турции (3:0) и на 66-й минуте игры отличился голом в ворота соперника. Во втором матче турнира провёл на поле все 90 минут и забил один из мячей в ворота команды Швейцарии (3:0). В плей-офф в матче против Австрии был заменён на 81-й минуте при счёте 0:0, итальянцы выиграли в дополнительное время со счётом 2:1. В четвертьфинале против Бельгии был заменён на 74-й минуте при счёте 2:1, матч так и закончился. В полуфинале против Испании был заменён на 61-й минуте сразу после того, как итальянцы открыли счёт усилиями Федерико Кьезы. Матч завершился победой сборной Италии в серии пенальти. 11 июля в финале против Англии на «Уэмбли» был заменён на 54-й минуте при счёте 0:1. Итальянцы затем сравняли счёт и выиграли в серии пенальти.
В отборочном турнире чемпионата мира 2022 года сыграл три матча — против команд Болгарии, Швейцарии и Северной Македонии, но голами не отметился. Итальянцы сенсационно проиграли дома сборной Северной Македонии (0:1) в плей-офф европейского отбора и не вышли на чемпионат мира.
Вернулся в сборную летом 2023 года и отметился голом с пенальти в полуфинале Лиги наций УЕФА, в котором итальянцы уступили команде Испании (1:2). 9 сентября 2023 года был капитаном итальянцев в гостевом отборочном матче чемпионата Европы 2024 года против команды Северной Македонии и забил единственный мяч Италии в матче (1:1). Не был включён в состав сборной на чемпионат Европы 2024 года в Германии.

## Достижения

### Командные
«Ювентус»
- Победитель Турнира Вияджеро (2): 2009, 2010

«Пескара»
- Победитель Серии B: 2011/12

«Боруссия» (Дортмунд)
- Обладатель Суперкубка Германии: 2014

«Лацио»
- Обладатель Кубка Италии: 2018/19
- Обладатель Суперкубка Италии (2): 2017, 2019

«Бешикташ»
- Обладатель Суперкубка Турции: 2024

Сборная Италии
- Серебряный призёр Средиземноморских игр: 2009
- Чемпион Европы: 2020
- Бронзовый призёр Лиги наций УЕФА: 2022/23

### Личные
- Лучший бомбардир Серии B: 2011/12
- Лучший бомбардир чемпионата Италии  (4): 2013/14, 2017/18, 2019/20, 2021/22
- Обладатель «Золотой бутсы»: 2020
- Лучший бомбардир Лиги Европы УЕФА: 2017/18[86]
- Лучший игрок месяца Серии А: октябрь 2019[87]
- Член символической «сборной сезона» Серии А (4): 2013/14[88] , 2017/18[89], 2019/20[90], 2021/22[91]
- Член символической «сборной сезона» Лиги Европы: 2017/18[92]
- Лучший бомбардир в истории «Лацио»: 200 голов

## Государственные награды
- Кавалер ордена «За заслуги перед Итальянской Республикой» (16 июля 2021) — в знак признания спортивных ценностей и национального духа, которые вдохновили итальянскую команду на победу на чемпионате Европы по футболу 2020[93][94]

## Личная жизнь
Чиро Иммобиле женат на экс-модели из Рима Джессике Мелене. Джессика подарила возлюбленному дочь Михеллу в 2013 году, а когда дочери исполнилось 3 месяца — пара узаконила отношения. В 2015 году родилась вторая дочь — Джорджиа. В 2019 году родился сын Маттиа.
16 апреля 2023 года автомобиль «Land Rover», за рулем которого находился Чиро, столкнулся с трамваем. У него была обнаружена деформация позвоночника и сложный перелом ребра.

## Статистика выступлений

### Клубная статистика
| Выступление      | Выступление      | Выступление      | Чемпионат | Чемпионат | Кубки | Кубки | Еврокубки | Еврокубки | Прочие | Прочие | Итого | Итого |
| Клуб             | Лига             | Сезон            | Игры      | Голы      | Игры  | Голы  | Игры      | Голы      | Игры   | Голы   | Игры  | Голы  |
| ---------------- | ---------------- | ---------------- | --------- | --------- | ----- | ----- | --------- | --------- | ------ | ------ | ----- | ----- |
| Ювентус          | Серия A          | 2008/09          | 1         | 0         | 0     | 0     | 0         | 0         | 0      | 0      | 1     | 0     |
| Ювентус          | Серия A          | 2009/10          | 2         | 0         | 1     | 0     | 1         | 0         | 0      | 0      | 4     | 0     |
| Ювентус          | Итого            | Итого            | 3         | 0         | 1     | 0     | 1         | 0         | 0      | 0      | 5     | 0     |
| → Сиена          | Серия B          | 2010/11          | 4         | 1         | 2     | 1     | 0         | 0         | 0      | 0      | 6     | 2     |
| → Сиена          | Итого            | Итого            | 4         | 1         | 2     | 1     | 0         | 0         | 0      | 0      | 6     | 2     |
| → Гроссето       | Серия B          | 2010/11          | 16        | 1         | 0     | 0     | 0         | 0         | 0      | 0      | 16    | 1     |
| → Гроссето       | Итого            | Итого            | 16        | 1         | 0     | 0     | 0         | 0         | 0      | 0      | 16    | 1     |
| → Пескара        | Серия B          | 2011/12          | 37        | 28        | 0     | 0     | 0         | 0         | 0      | 0      | 37    | 28    |
| → Пескара        | Итого            | Итого            | 37        | 28        | 0     | 0     | 0         | 0         | 0      | 0      | 37    | 28    |
| Дженоа           | Серия A          | 2012/13          | 33        | 5         | 1     | 0     | 0         | 0         | 0      | 0      | 34    | 5     |
| Дженоа           | Итого            | Итого            | 33        | 5         | 1     | 0     | 0         | 0         | 0      | 0      | 34    | 5     |
| Торино           | Серия A          | 2013/14          | 33        | 22        | 1     | 1     | 0         | 0         | 0      | 0      | 34    | 23    |
| Торино           | Итого            | Итого            | 33        | 22        | 1     | 1     | 0         | 0         | 0      | 0      | 34    | 23    |
| Боруссия Д       | Бундеслига       | 2014/15          | 24        | 3         | 3     | 3     | 6         | 4         | 1      | 0      | 34    | 10    |
| Боруссия Д       | Итого            | Итого            | 24        | 3         | 3     | 3     | 6         | 4         | 1      | 0      | 34    | 10    |
| → Севилья        | Примера          | 2015/16          | 8         | 2         | 3     | 2     | 3         | 0         | 1      | 0      | 15    | 4     |
| → Севилья        | Итого            | Итого            | 8         | 2         | 3     | 2     | 3         | 0         | 1      | 0      | 15    | 4     |
| → Торино         | Серия А          | 2015/16          | 14        | 5         | 0     | 0     | 0         | 0         | 0      | 0      | 14    | 5     |
| → Торино         | Итого            | Итого            | 14        | 5         | 0     | 0     | 0         | 0         | 0      | 0      | 14    | 5     |
| Лацио            | Серия А          | 2016/17          | 36        | 23        | 5     | 3     | 0         | 0         | 0      | 0      | 41    | 26    |
| Лацио            | Серия А          | 2017/18          | 33        | 29        | 4     | 2     | 9         | 8         | 1      | 2      | 47    | 41    |
| Лацио            | Серия А          | 2018/19          | 36        | 15        | 5     | 3     | 5         | 1         | 0      | 0      | 46    | 19    |
| Лацио            | Серия А          | 2019/20          | 37        | 36        | 2     | 1     | 4         | 2         | 1      | 0      | 44    | 39    |
| Лацио            | Серия А          | 2020/21          | 35        | 20        | 1     | 0     | 5         | 5         | 0      | 0      | 41    | 25    |
| Лацио            | Серия А          | 2021/22          | 31        | 27        | 2     | 1     | 7         | 4         | 0      | 0      | 40    | 32    |
| Лацио            | Серия А          | 2022/23          | 31        | 12        | 1     | 0     | 6         | 2         | 0      | 0      | 38    | 14    |
| Лацио            | Серия А          | 2023/24          | 10        | 3         | 0     | 0     | 4         | 1         | 0      | 0      | 14    | 4     |
| Лацио            | Итого            | Итого            | 249       | 165       | 20    | 10    | 40        | 23        | 2      | 2      | 311   | 200   |
| Всего за карьеру | Всего за карьеру | Всего за карьеру | 421       | 232       | 31    | 17    | 50        | 27        | 4      | 2      | 506   | 278   |

### Выступления за сборную
| Сборная | Год   | Отборочные матчи ЧМ | Отборочные матчи ЧМ | Финальные матчи ЧМ | Финальные матчи ЧМ | Отборочные матчи ЧЕ | Отборочные матчи ЧЕ | Финальные матчи ЧЕ | Финальные матчи ЧЕ | Товарищеские матчи | Товарищеские матчи | Итого | Итого |
| Сборная | Год   | Игры                | Голы                | Игры               | Голы               | Игры                | Голы                | Игры               | Голы               | Игры               | Голы               | Игры  | Голы  |
| ------- | ----- | ------------------- | ------------------- | ------------------ | ------------------ | ------------------- | ------------------- | ------------------ | ------------------ | ------------------ | ------------------ | ----- | ----- |
| Италия  | 2014  | -                   | -                   | 2                  | 0                  | 4                   | 0                   | -                  | -                  | 3                  | 1                  | 9     | 1     |
| Италия  | 2015  | -                   | -                   | -                  | -                  | 1                   | 0                   | -                  | -                  | 2                  | 0                  | 3     | 0     |
| Италия  | 2016  | 4                   | 4                   | -                  | -                  | -                   | -                   | 2                  | 0                  | 2                  | 0                  | 8     | 4     |
| Италия  | 2017  | 1                   | 1                   | -                  | -                  | -                   | -                   | -                  | -                  | 1                  | 0                  | 2     | 1     |
| Итого   | Итого | 5                   | 5                   | 2                  | 0                  | 5                   | 0                   | 2                  | 0                  | 8                  | 1                  | 22    | 6     |

### Список матчей
| Матчи Чиро Иммобиле за сборную Италии | Матчи Чиро Иммобиле за сборную Италии | Матчи Чиро Иммобиле за сборную Италии | Матчи Чиро Иммобиле за сборную Италии | Матчи Чиро Иммобиле за сборную Италии | Матчи Чиро Иммобиле за сборную Италии |
| №                                     | Дата                                  | Соперник                              | Счёт                                  | Голы                                  | Соревнование                          |
| ------------------------------------- | ------------------------------------- | ------------------------------------- | ------------------------------------- | ------------------------------------- | ------------------------------------- |
| 1                                     | 6 марта 2014 года                     | Испания                               | 0:1                                   | —                                     | Товарищеский матч                     |
| 2                                     | 31 мая 2014 года                      | Ирландия                              | 0:0                                   | —                                     | Товарищеский матч                     |
| 3                                     | 14 июня 2014 года                     | Англия                                | 2:1                                   | —                                     | Финальные матчи ЧМ-2014               |
| 4                                     | 24 июня 2014 года                     | Уругвай                               | 0:1                                   | —                                     | Финальные матчи ЧМ-2014               |
| 5                                     | 4 сентября 2014 года                  | Нидерланды                            | 2:0                                   | 1                                     | Товарищеский матч                     |
| 6                                     | 9 сентября 2014 года                  | Норвегия                              | 2:0                                   | —                                     | Отборочные матчи ЧЕ-2016              |
| 7                                     | 10 октября 2014 года                  | Азербайджан                           | 2:1                                   | —                                     | Отборочные матчи ЧЕ-2016              |
| 8                                     | 13 октября 2014                       | Мальта                                | 1:0                                   | —                                     | Отборочные матчи ЧЕ-2016              |
| 9                                     | 16 ноября 2014                        | Хорватия                              | 1:1                                   | —                                     | Отборочные матчи ЧЕ-2016              |
| 10                                    | 28 марта 2015                         | Болгария                              | 2:2                                   | —                                     | Отборочные матчи ЧЕ-2016              |
| 11                                    | 31 марта 2015                         | Англия                                | 1:1                                   | —                                     | Товарищеский матч                     |
| 12                                    | 16 июня 2015 года                     | Португалия                            | 0:1                                   | —                                     | Товарищеский матч                     |
| 13                                    | 6 июня 2016 года                      | Финляндия                             | 2:0                                   | —                                     | Товарищеский матч                     |
| 14                                    | 13 июня 2016                          | Бельгия                               | 2:0                                   | —                                     | Финальные матчи ЧЕ-2016               |
| 15                                    | 22 июня 2016                          | Ирландия                              | 0:1                                   | —                                     | Финальные матчи ЧЕ-2016               |
| 16                                    | 5 сентября 2016                       | Израиль                               | 3:1                                   | 1                                     | Отборочные матчи ЧМ-2018              |
| 17                                    | 6 октября 2016                        | Испания                               | 1:1                                   | —                                     | Отборочные матчи ЧМ-2018              |
| 18                                    | 9 октября 2016                        | Македония                             | 3:2                                   | 2                                     | Отборочные матчи ЧМ-2018              |
| 19                                    | 12 ноября 2016                        | Лихтенштейн                           | 4:0                                   | 1                                     | Отборочные матчи ЧМ-2018              |
| 20                                    | 15 ноября 2016                        | Германия                              | 0:0                                   | —                                     | Товарищеский матч                     |
| 21                                    | 24 марта 2017                         | Албания                               | 2:0                                   | 1                                     | Отборочные матчи ЧМ-2018              |
| 22                                    | 28 марта 2017                         | Нидерланды                            | 2:1                                   | —                                     | Товарищеский матч                     |

Итого: 22 матча / 6 голов; 12 побед, 6 ничьих, 4 поражения.